# 마리 아렐
마리 아렐(프랑스어: Marie Harel, 본명 마리 카트린 퐁텐; Marie Catherine Fontaine, 1761년 4월 28일 ~ 1844년 11월 9일)은 치즈 제작자로, 지방 전설에서 샤를 장 봉부스트와 함께 카망베르 치즈를 발명한 것으로 전해진다. 그는 보몽셀의 장원에서 치즈 만드는 작업을 하였고, 지방 관습에 따라 까망베르 치즈를 만들었다. 주요한 공헌은 카망베르 치즈의 대규모 생산을 개발한 치즈 제작자 기업 가문을 일으킨 것으로, 특히 1817년 태어난 그의 손자 시릴 페이넬은 칼바도스의 코뮌 르메닐모제에 치즈 공장을 세웠다.

## 사생활
마리 아렐은 마리 카트린 퐁텐이라는 이름으로 1761년 4월 28일 노르망디의 비무티에 근교 크루트에서 태어났다. 1785년 5월 10일, 카망베르에서 르와빌의 노동자 자크 아렐과 결혼하였다. 1844년 11월 9일 오른 주 비무티에에서 죽었다.

## 카망베르 치즈
17세기 말부터 노르망디 카망베르 지역에서 유명한 치즈가 생산되었다. 1708년 출판된 토마스 코르네유의 지리 사전에는 다음과 같이 써있다. "비무티에 : [...] 매주 월요일 큰 시장이 열리며 리바로과 카망베르에서 우수한 치즈를 가져온다." 그러나, 20세기 초반에 등장한 이후의 전설에 따르면, 카망베르 치즈는 마리 아렐이 1796년부터 1797년까지 자신이 일하던 보몽셀의 장원에 순종하지 않은 성직자 샤를 장 봉부스트를 숨겨주며 그에게 비법을 전수받아 만든 것이 시초이다. 아마도 수도사는 브리 출신으로, 그의 지역에서 생산되던 식용 흰곰팡이 껍질을 전해준 것으로 보인다. 실제로 봉부스트는 페이드코에서 왔다. 증거가 전무한 이 출처 불명의 이야기는 오늘날까지 진실로 여겨지고 있다.
마리 아렐은 지역 관습에 따라 카망베르 치즈를 만들었다. 그는 카망베르 치즈의 대규모 생산 체제를 개발한 치즈 제작자 기업 가문의 창시자로, 1817년 태어난 그의 손자 시릴 페이넬은 칼바도스의 코뮌 르메닐모제에 치즈 공장을 세웠다.
19세기 전반기에 카망베르 생산의 성공은 주로 아렐의 후손이 가져갔는데, 자신들만이 "카망베르"라는 명칭을 합법적으로 사용할 수 있다고 여겼다. 그러나, 1870년부터 다른 노르망디 치즈 제작자들이 이 가문의 독점 행위에 이의를 제기하여 논쟁이 일어났다.
비무티에에는 마리 아렐의 동상이 서있다. 전설에 따르면 그는 Champosoult에서 죽었지만, 실제로는 같은 이름을 가진 그의 딸(1781년 ~ 1855년)이 죽은 장소이다.

## 같이 보기
- 치즈의 종류

## 더 읽어보기
- Pierre Boisard, Le Camembert, mythe français, Paris, Odile Jacob, 2007.